# Erciyes Dağı
Erciyes Dağı (staroż. Argaeus) – wygasły wulkan w Turcji, położony około 25 km na południe od centrum miasta Kayseri; zaliczany do stratowulkanów. Jest najwyższą górą w środkowej Anatolii – jego wysokość wynosi 3917 m n.p.m. Szczyt jest celem pieszych wycieczek, w zimie stanowi ośrodek narciarski.
Metodą datowania radiowęglowego ustalono czas ostatniej erupcji wulkanu na rok 6880 p.n.e. Żaden ze starożytnych przekazów dotyczących aktywności tego wulkanu (np. Strabona z I w. n.e.) nie został potwierdzony.